# Spectroreta hyalodisca
Spectroreta hyalodisca är en fjärilsart som beskrevs av George Francis Hampson 1896. Spectroreta hyalodisca ingår i släktet Spectroreta och familjen sikelvingar. Inga underarter finns listade i Catalogue of Life.